# Bursera fragilis
Bursera fragilis là một loài thực vật có hoa trong họ Burseraceae. Loài này được S.Watson mô tả khoa học đầu tiên năm 1886.